# Савинов, Александр Владимирович
Алекса́ндр Влади́мирович Са́винов (род. 22 ноября 2002, Одинцово, Московская область) — российский певец, актёр, ведущий, участник второго сезона российского «Голос. Дети» («Первый канал»). Победитель телешоу «Во весь голос» (телеканал «Мир»).

## Биография
Родился в 2002 году в городе Одинцово.
Мама — Виталия Савинова — предприниматель. Папа — Владимир Савинов — предприниматель.
Начал заниматься вокалом с 7 лет. В школьном хоре был солистом. Ездил по разным конкурсам и занимали призовые места. В 2011 году стал солистом детского музыкального театра «Домисолька». Принимал участие во многих концертных выступлениях. Снимался в передаче «АБВГдейка».
- В 2012 году сыграл роль маленького Жени в бенефисе Евгения Петросяна «50 лет на сцене». Сценка называлась «Мальчик Женя»[12], партнёрами по сцене были артисты «Кривого зеркала» Михаил Смирнов и Игорь Христенко.
- В 2013 году прошёл кастинг на главную роль Джима Хокинса в легендарный мюзикл «Остров Сокровищ», в котором играет по сей день.
- В 2014 году стал финалистом «Дельфийских игр»[13] в городе Волгоград.
- В 2014 году (в 11 лет) принял участие во втором сезоне телешоу «Голос. Дети»[14] на российском Первом канале. На слепых прослушиваниях исполнил песню «Красный конь». Из трёх наставников повернулся Дима Билан. На этапе поединков выбыл.
- В 2015 году сыграл в мюзикле Максима Дунаевского «Алые паруса»[15] — роль маленького Грея и портового мальчика (компания «Русский мюзикл»).
- В 2015 году снялся в короткометражном фильме «За день до успеха».
- В 2015 году стал полуфиналистом Детской Новой Волны[16].
- С 2015 по 2017 год — играл главную роль Алёшки в мюзикле «Баллада о маленьком сердце» (театр Айвенго).[17]
- В 2016 году вместе со своим папой стали победителями телешоу «Мой папа круче» на канале СТС.[18]
- В 2016 году стал Финалистом Российского Национального отбора Детского Евровидения.[19]
- В 2016 году был в составе международного национального детского жюри «Детского Евровидения».
- С 2016 по 2017 год — удостоился чести представлять Россию на «IFLC International Festival of Language and Culture. Colours of the World» в США, в Австралии и в Румынии.[20]
- С 2016 по 2017 год — играл в музыкально-цирковом спектакле «Волшебный подарок» — главная роль Никита (театр «Цирк Чудес»).[21]
- С 2017 по 2018 год — играл в спектакле «Маленький Принц» главная роль Маленький Принц (театр «Цирк Чудес»).
- В 2018 году сыграл роль Принца на белом коне в мюзикле «Всему своё время или Чудеса за два часа».
- С 2018 года член жюри в передаче «Король Караоке» на канале Карусель.[22]

## Дискография
| Год  | Песня          |
| ---- | -------------- |
| 2017 | Граффити       |
| 2018 | Лови           |
| 2019 | Сбежим         |
| 2019 | Мой Космос     |
| 2019 | Смотри в глаза |

| Год  | Песня              | Артист           | Примечания     |
| ---- | ------------------ | ---------------- | -------------- |
| 2016 | Держи меня за руку | Мария Паротикова | дуэт «Friends» |
| 2017 | Летай              | Рагда Ханиева    | -              |
| 2018 | Обнимайте детей    | Татьяна Луговая  | -              |

## Фильмография
- 2015: «За день до успеха» (короткометражный фильм) — Саша Савинов

## Премии и номинации
| Год  | Премия                                 | Номинация       | Номинант(-ы)                      | Результат   |
| ---- | -------------------------------------- | --------------- | --------------------------------- | ----------- |
| 2017 | Церемония «Девичник Teens Awards 2017» | Дуэт года       | Александр Савинов и Рагда Ханиева | Номинирован |
| 2017 | Премия «Sound Kids Awards 2017»        | Певец года      | Александр Савинов                 | Номинирован |
| 2018 | Премия «Инста KIDS Awards»             | Профиль артиста | Александр Савинов                 | Номинирован |